# Bixiga
Bixiga es un barrio ubicado en la zona central de la ciudad de Sao Paulo, Brasil. Administrativamente se encuentra en el distrito de Bela Vista y pertenece a la subprefectura de Sé. Es uno de los barrios más tradicionales de la ciudad aunque no sea considerado como una subdivisión oficial de la ciudad. Corresponde, aproximadamente, al área comprendida entre las calles Major Diogo, Avenida Nueve de Julio, Rúa Sílvia y Avenida Brigadeiro Luís Antônio aunque su delimitación puede ser controvertida según la fuente. 
Formada por inmigrantes italianos, ha ganado importancia histórica y turística en la capital paulista. La tradición y religiosidad italianas, fuertemente mantenidas, y las numerosas cantinas del barrio son grandes atractivos turísticos. El barrio es sede de la escuela de samba Vai-Vai, que aún realiza ensayos en las calles del barrio.
Sin embargo, según Portal do Bixiga, a mediados del siglo XIX, mucho antes que los italianos, el barrio era un lugar de "aquilombamiento", en el que los esclavos, huyendo de los azotes y las "subastas", crearon los primeros quilombos de São Paulo. Literalmente, "nadando contra la corriente" del río Saracura a mediados de la década de 1870. Desde entonces, Bixiga ha permanecido ocupada principalmente por población negra y nordestina. Además de ser un barrio bohemio, Bixiga es cuna de la libertad negra, de la libertad nordestina, de pensiones creadas por italianos, y basta pasear por sus calles para comprobar la multiplicidad, diversidad cultural y racial que cohabitan, dividen una misma manzana en contradicciones históricas.

## Historia
El primer registro de ocupación de la zona es de 1559, como Sítio do Capão, propiedad del portugués Antônio Pinto, y posteriormente rebautizada como Chácra de las Jabuticabas, por el elevado número de árboles de esta especie. En la década de 1820 un hombre conocido como Antônio Bexiga, por sus cicatrices de viruela (popularmente conocidas como "bexiga"), compró el terreno, lo que explica el nombre del barrio.
Hacia 1870 Antônio José Leite Braga decidió subdividir parte de su "Chácara do Bexiga". La subdivisión ya había sido anunciada el 23 de junio de 1878 y fue inaugurada el 1 de octubre del mismo año en presencia del emperador Pedro II, colocando la primera piedra de un hospital que, sin embargo, nunca llegó a construirse. Las parcelas pequeñas y baratas interesaban a los inmigrantes italianos, pobres y recién llegados a Brasil, la mayoría de ellos procedentes de Calabria, que no estaban interesados en dirigirse a los cafetales del interior del estado.
Para eliminar el sentido peyorativo del apodo dado al barrio, sus habitantes comenzaron a cambiar la grafía de Bexiga por Bixiga. Otra explicación para la grafía sería una adaptación a la forma coloquial de hablar.
A principios del siglo XX, el barrio inició su condición de reducto de la bohemia paulista al albergar varios teatros (como Oficina, Maria della Costa y Sérgio Cardoso) y amantes de la samba, cuyo icono local era Adoniran Barbosa. 